# Kyōko Nagatsuka
Kyōko Nagatsuka (長塚京子?, Nagatsuka Kyōko; Chiba, 22 febbraio 1974) è un'ex tennista giapponese.

## Biografia
Brillantissima a livello juniores, a causa di ripetuti infortuni non è mai stata tra le grandi protagoniste nel professionismo (al quale è approdata a soli 15 anni nel 1989), tuttavia nel 1995 è riuscita a issarsi sino alla 28ª posizione del ranking mondiale in singolo e alla 31ª in doppio, specialità nella quale si è aggiudicata due titoli. Nei tornei dello Slam è arrivata per due volte negli ottavi di finale come singolarista: è accaduto appunto nel 1995, dapprima all'Australian Open (dove nel secondo turno ha sconfitto una giovanissima Martina Hingis) e poi al Roland Garros.
Ha rappresentato la sua nazione in Fed Cup, dove ha ottenuto due vittorie a fronte di quattro sconfitte, e alle Olimpiadi di Atlanta 1996 dove è stata eliminata al primo turno in coppia con Ai Sugiyama.
Dopo il precoce ritiro (1998) ha aperto un'accademia di tennis: tra le sue allieve, anche Akiko Morigami.